# Delbert Mann
Delbert Martin Mann, Jr. (født 30. januar 1920 i Lawrence, Kansas, USA, død 11. november 2007 i Los Angeles, Californien, USA) var en amerikansk filminstruktør.
Han fik stor opmærksomhed for sin debutfilm, den hverdagsrealistiske Marty (1955; Oscar) med Ernest Borgnine. Senere fulgte bl.a. Desire Under the Elms (Begær under elmene, 1958), den velspillede Separate Tables (Fra bord til bord, 1958) og David Copperfield (1969). Siden slutningen af 1960'erne instruerede han et stort antal fjernsynsdramaer, ofte med udgangspunkt i virkelige hændelser og personer, foruden filmatiseringen af romanen Intet nyt fra vestfronten som tv-film i 1979.
Han har fået en stjerne på Hollywood Walk of Fame